# Listán Negro

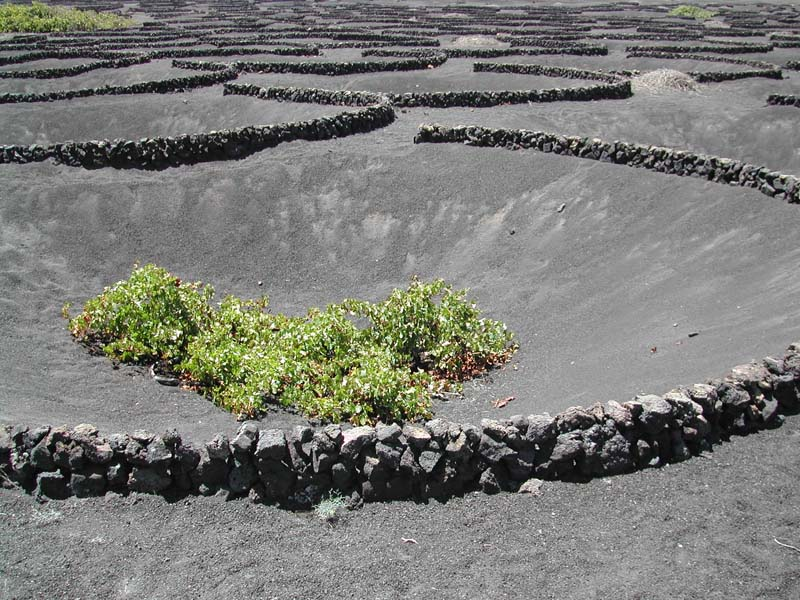
Picon-Lapilli-Trockenkultur auf Lanzarote

Listán Negro ist eine Rotweinsorte. Sie heißt auch Negromuelle oder Negra Común und ist eine einheimische Sorte der Kanarischen Inseln. Auf Lanzarote wird sie in einer besonderen Ackerbauweise angebaut, der Picon-Lapilli-Trockenkultur. Listán Negro ist auf Teneriffa die meistangebaute Rebsorte. Durch Anwendung der Kohlensäuremaischung entstehen mittelschwere Weine mit einem ausgeprägten Aroma
Die Verbreitung der Sorte wird in Spanien auf ca. 1.700 Hektar geschätzt. Listán Negro ist eine Varietät der Edlen Weinrebe (Vitis vinifera). Sie besitzt zwittrige Blüten und ist somit selbstfruchtend. Beim Weinbau wird der ökonomische Nachteil vermieden, keinen Ertrag liefernde, männliche Pflanzen anbauen zu müssen.
Synonyme: Almuñeco (auf La Palma), Listán Negra, Negra Común, Negromuelle